# Idealisme alemany
L'Idealisme alemany és una escola filosòfica que es va desenvolupar a Alemanya a cavall dels segles xviii i xix.
L'obra d'Immanuel Kant Crítica de la raó pura en marca el naixement. Està estretament lligada al Romanticisme i a la Il·lustració. Entre els pensadors d'aquesta escola filosòfica destaquen el mateix Kant, Johann Gottlieb Fichte, Friedrich Schelling i Georg Wilhelm Friedrich Hegel. En un segon pla hi ha autors com ara Friedrich Heinrich Jacobi, Gottlob Ernst Schulze, Karl Leonhard Reinhold i Friedrich Schleiermacher.
Els mateixos representants d'aquest corrent filosòfic mar no van fer servir l'expressió Deutscher Idealismus. L'escola materialista el va introduir, amb un cert menyspreu a mitjan segle xix Des dels anys 1860 va esdevenir un terme neutre, descriptiu.